# 泰爾韋爾市鎮
泰爾韋爾市，是保加利亞的城鎮，位於該國東北部，由多布里奇州負責管轄，首府設於泰爾韋爾，面積579平方公里，2009年人口17,458，人口密度每平方公里30.15人。
43°44′N 27°21′E / 43.733°N 27.350°E